# Dabo
Dabo (vogesisch, deutsch Dagsburg, französisch früher Dagsbourg/Dachsbourg) ist eine französische Gemeinde mit 2.367 Einwohnern (Stand 1. Januar 2022) im Département Moselle in der Region Grand Est (bis 2015 Lothringen). Sie gehört zum Arrondissement Sarrebourg-Château-Salins und zum Kanton Phalsbourg.

## Geographie
Die Gemeinde liegt in Lothringen in einem Seitental des Zorntals hoch im nordwestlichen Teil der Vogesen zwischen Straßburg und Sarrebourg (Saarburg). Zu Dabo gehören die Ortsteile La Hoube (deutsch: Hub), Hellert und Schaeferhof.

## Geschichte
Seit dem Mittelalter war hier am benachbarten Berghang eine Stadt, deren Gründer unbekannt sind, die im 17. Jahrhundert zerstört, aufgegeben und nicht wieder aufgebaut wurde, und die Gegend um Dabo zählte als Grafschaft Dagsburg zu den Domänen der Herzöge des Elsass.
Bekannt ist die Gemeinde wegen zweier Bauwerke, die auf dem imposanten Rocher de Dabo in mehr als 660 m Höhe stehen: Die Ruine der Dagsburg und die Kapelle, die zur Erinnerung an Papst Leo IX. erbaut wurde. Dieser lebte von 1002 bis 1054 und war ein Vetter 2. Grades des salischen Kaisers Heinrich III. Von der Dagsburg stammte Leos Mutter Heilwig. Über sie bestanden verwandtschaftliche Beziehungen zu den Eigentümern der jüngeren Dagsburg im Elsass.
Die Grafschaft wurde erst 1792 von Frankreich besetzt und 1801 an das Land abgetreten.
Durch den Frieden von Frankfurt vom 10. Mai 1871 kam die Region an das deutsche Reichsland Elsaß-Lothringen, und das Dorf wurde dem Kreis Saarburg im Bezirk Lothringen zugeordnet. Die Dorfbewohner fertigten alle Arten von Holzwaren für den Häuserbau, den Weinbau und für konventionellen landwirtschaftlichen Bedarf, darunter auch Schindeln.
Nach dem Ersten Weltkrieg musste die Region aufgrund der Bestimmungen des Versailler Vertrags 1919 an Frankreich abgetreten werden und wurde Teil des Département Moselle. Im Zweiten Weltkrieg war die Region von der deutschen Wehrmacht besetzt. Am 21. November 1944 wurde Dabo von französischen Truppen befreit.

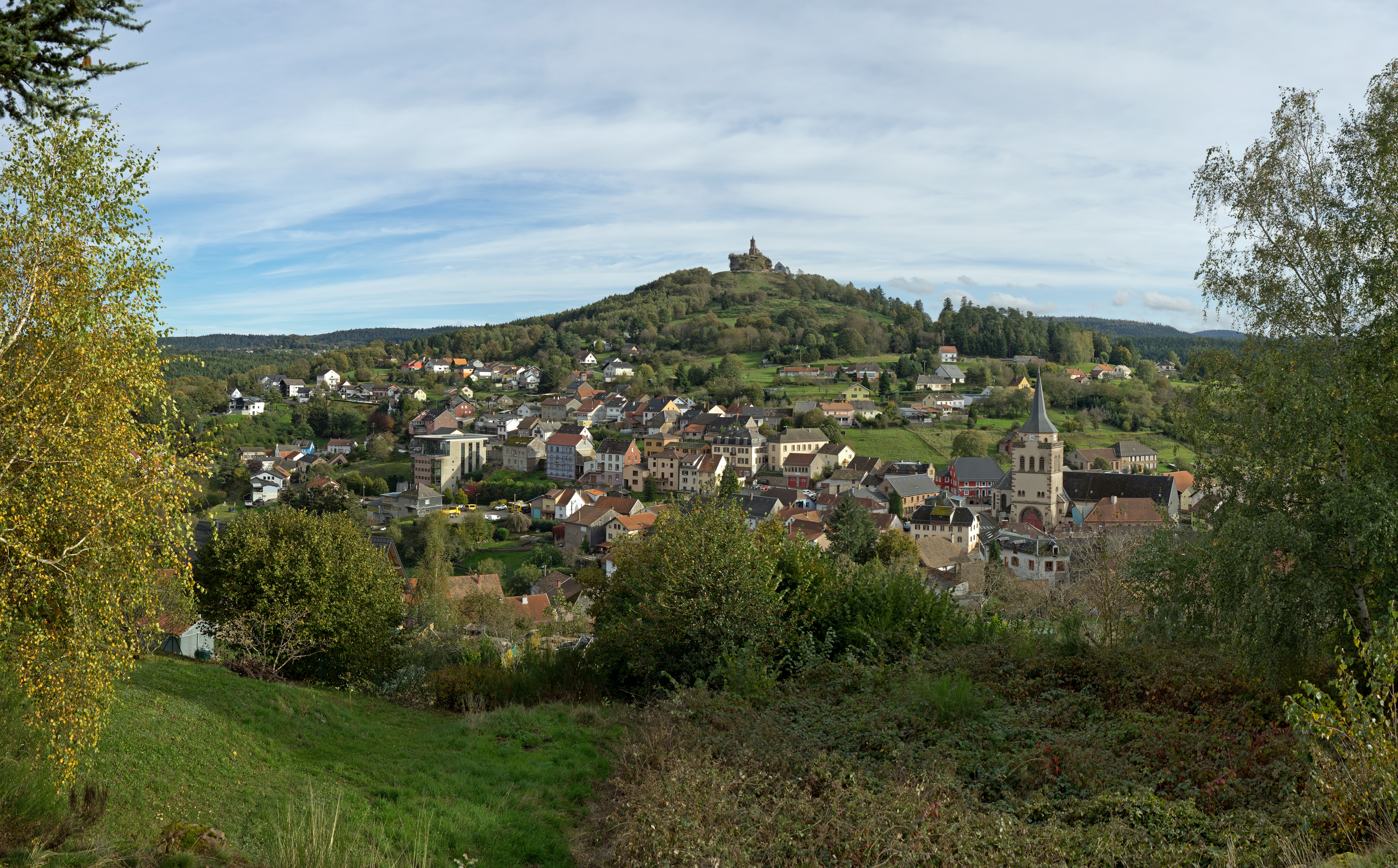
Felsen Le Rocher mit Kapelle, über den Ort hinweg
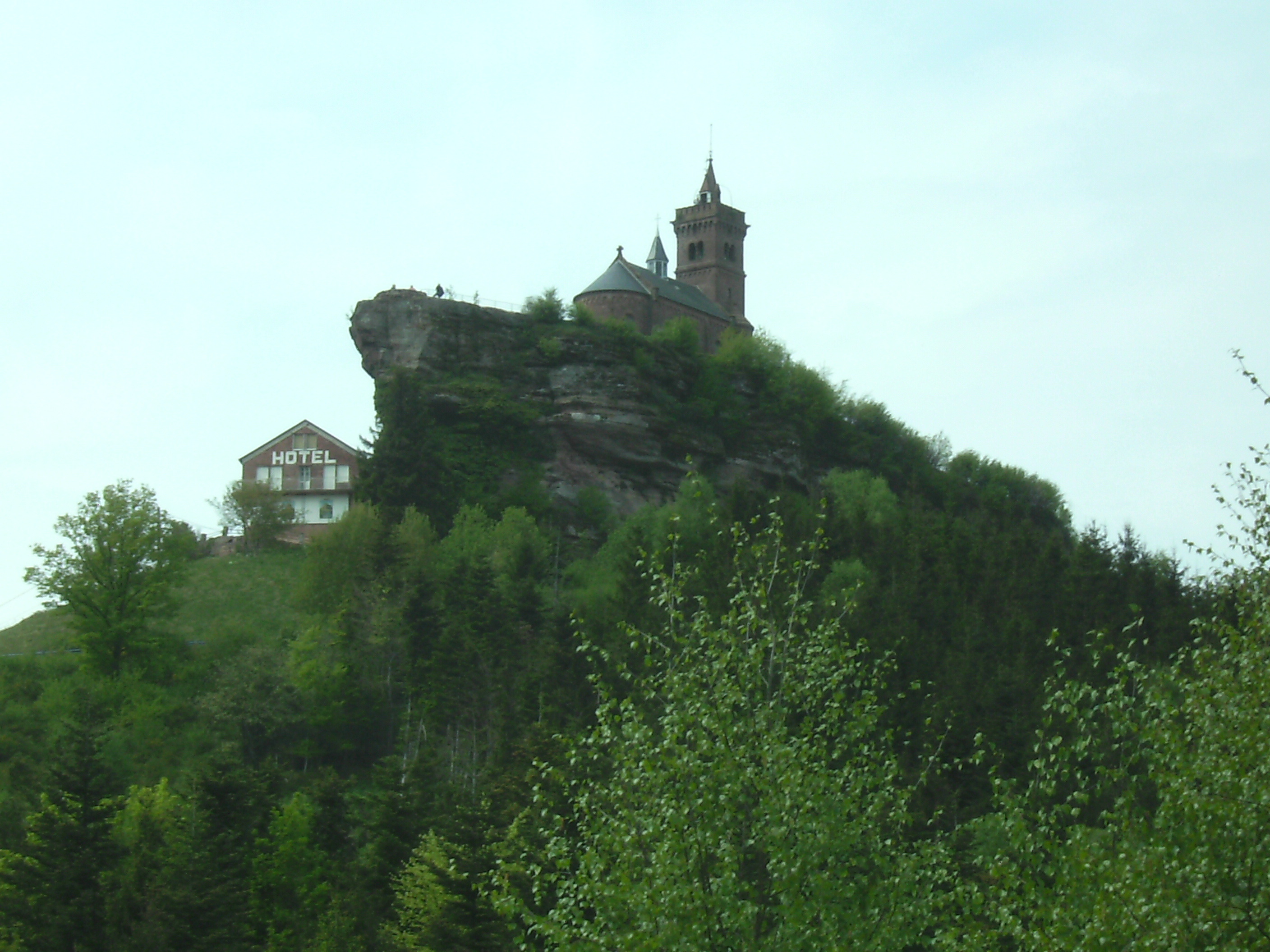
Felsen Le Rocher mit Kapelle aus der Nähe
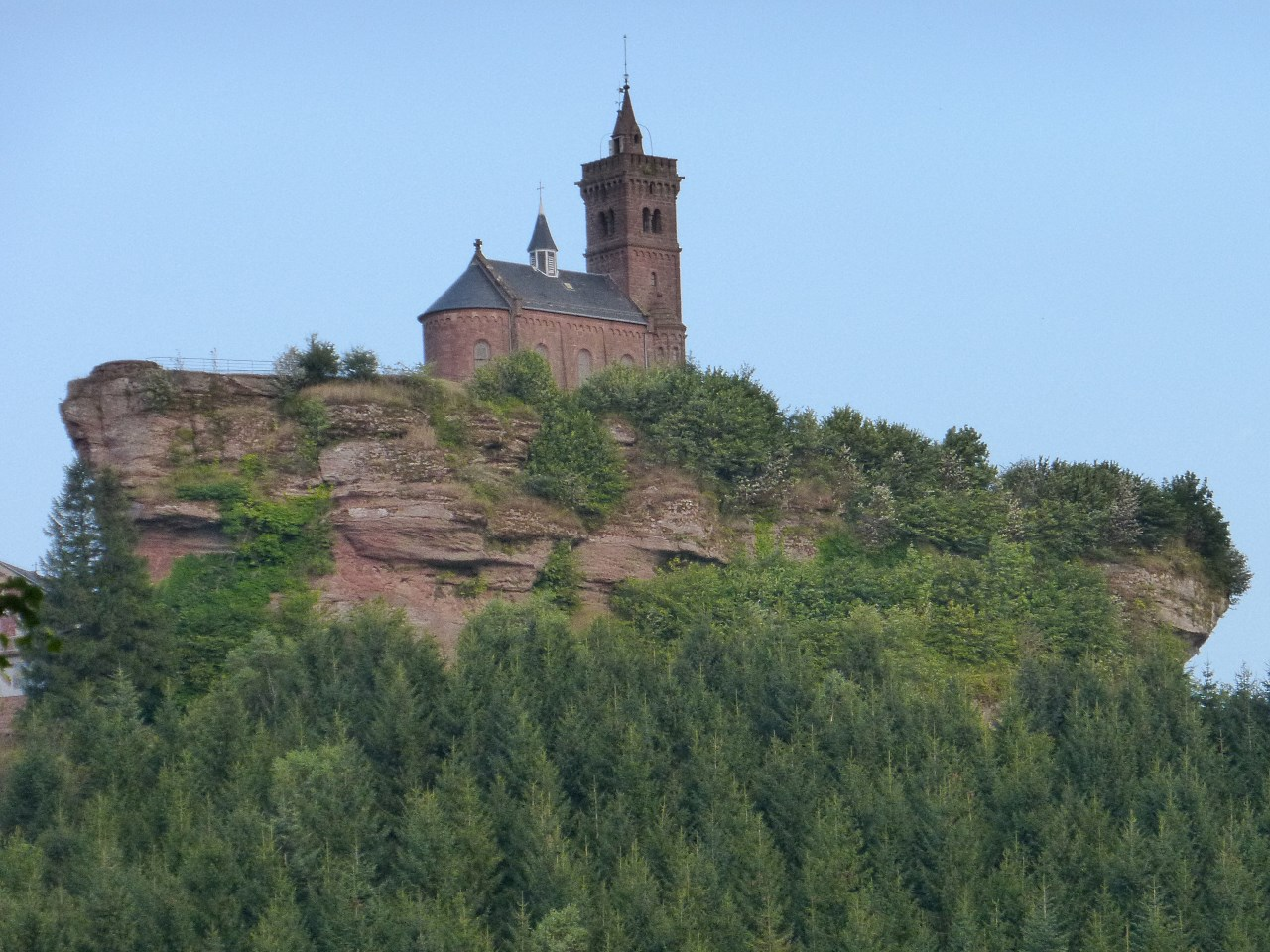
Kapelle vormittags von Osten

## Bevölkerungsentwicklung
| Jahr      | 1962 | 1968 | 1975 | 1982 | 1990 | 1999 | 2007 | 2019 |
| Einwohner | 2993 | 3008 | 2982 | 2913 | 2789 | 2780 | 2658 | 2430 |

## Sehenswürdigkeiten

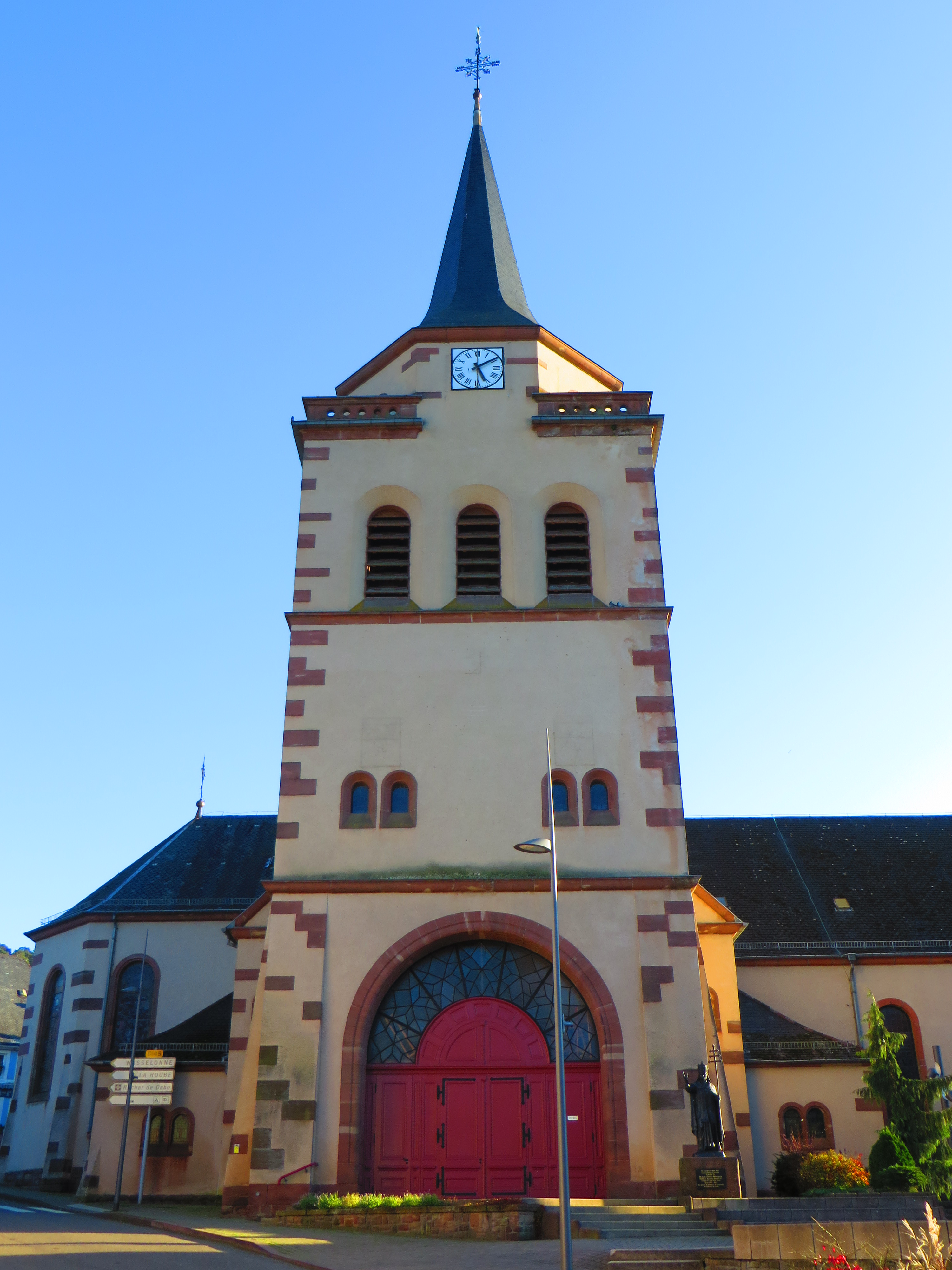
Kirche Saint-Blaise
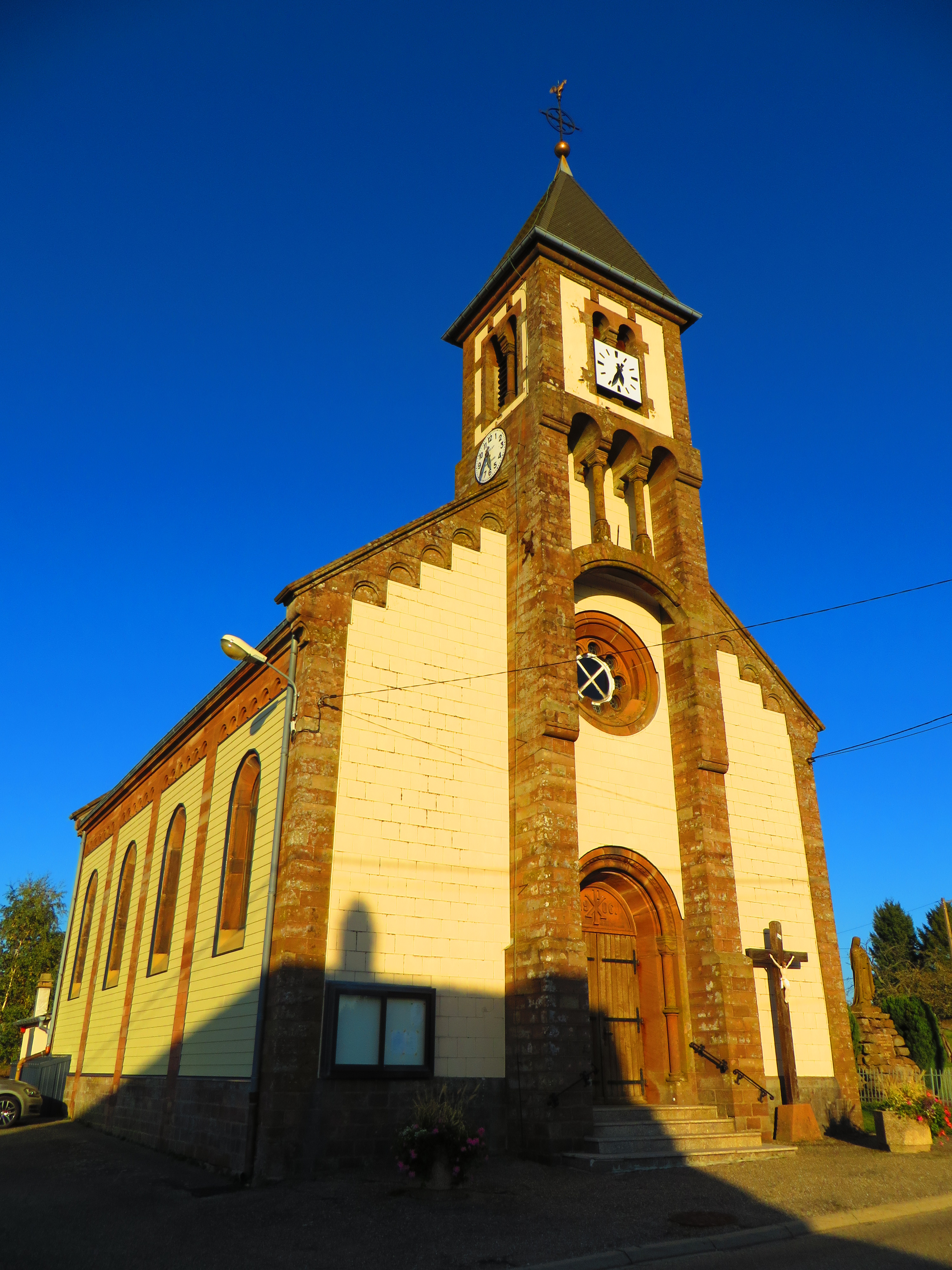
Kirche Saint-Hilaire im Ortsteil Hellert
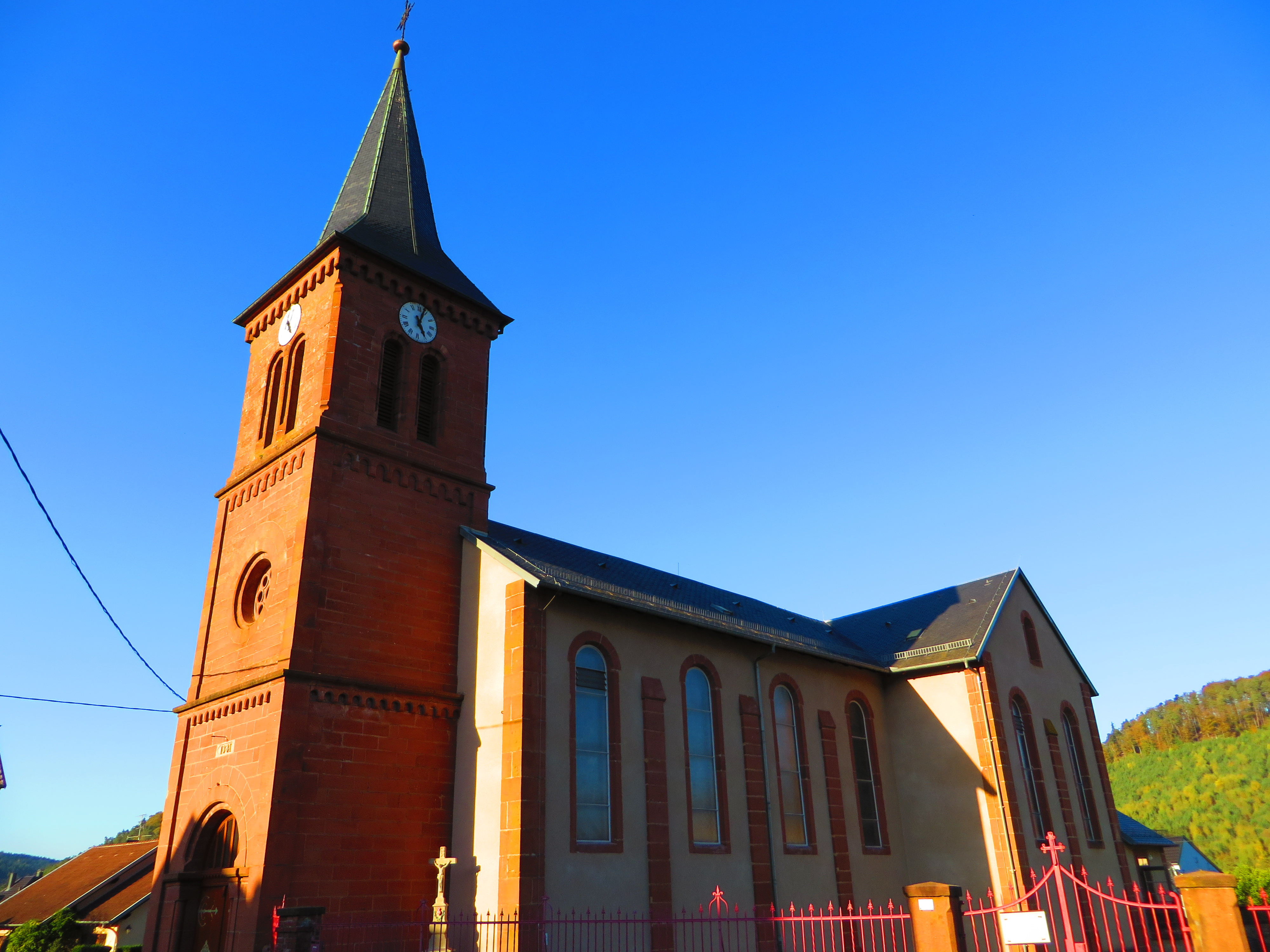
Kirche Saint-Joseph im Ortsteil Schaeferhof
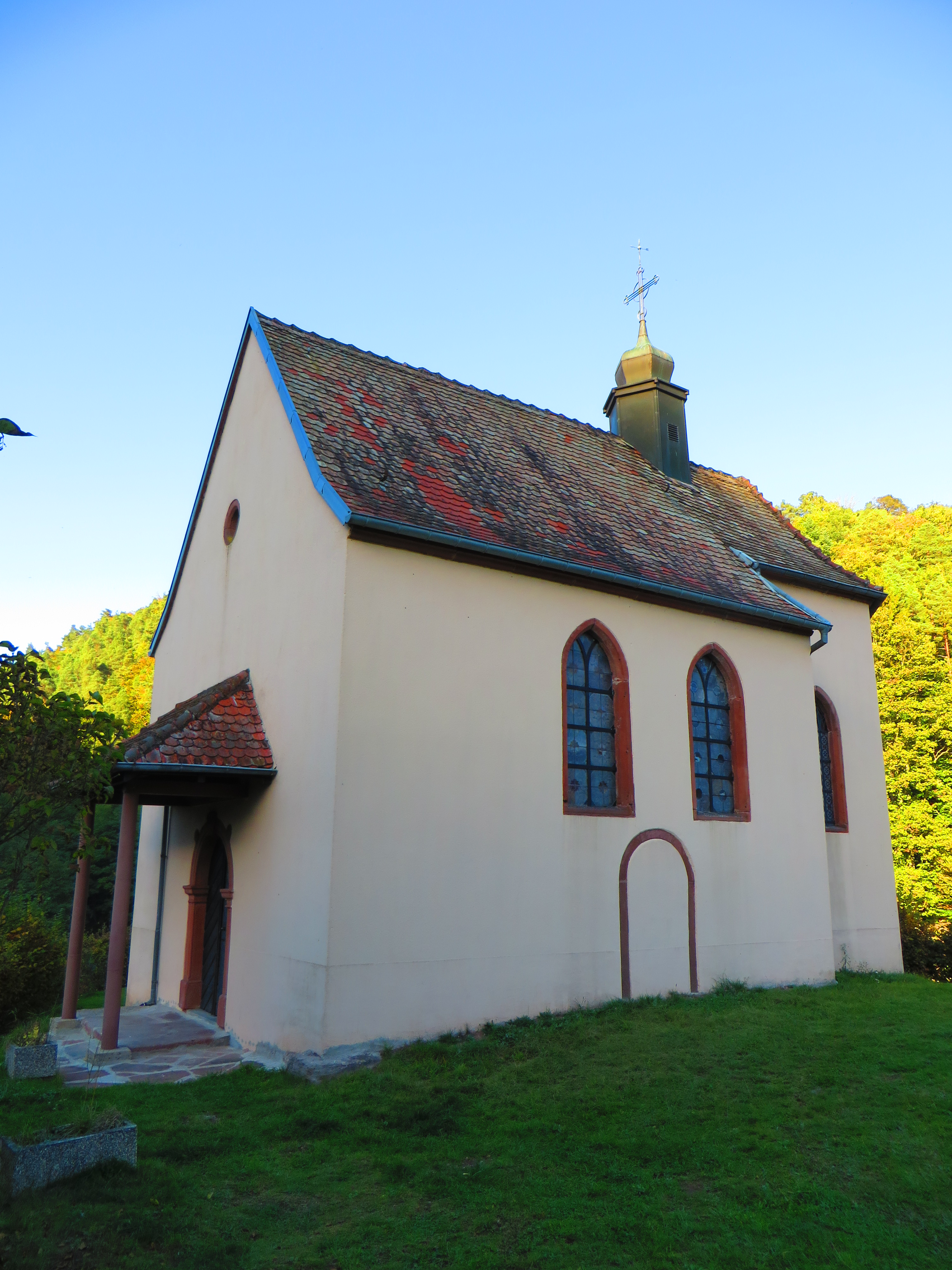
Kapelle Sainte-Odile im Ortsteil Schaeferhof
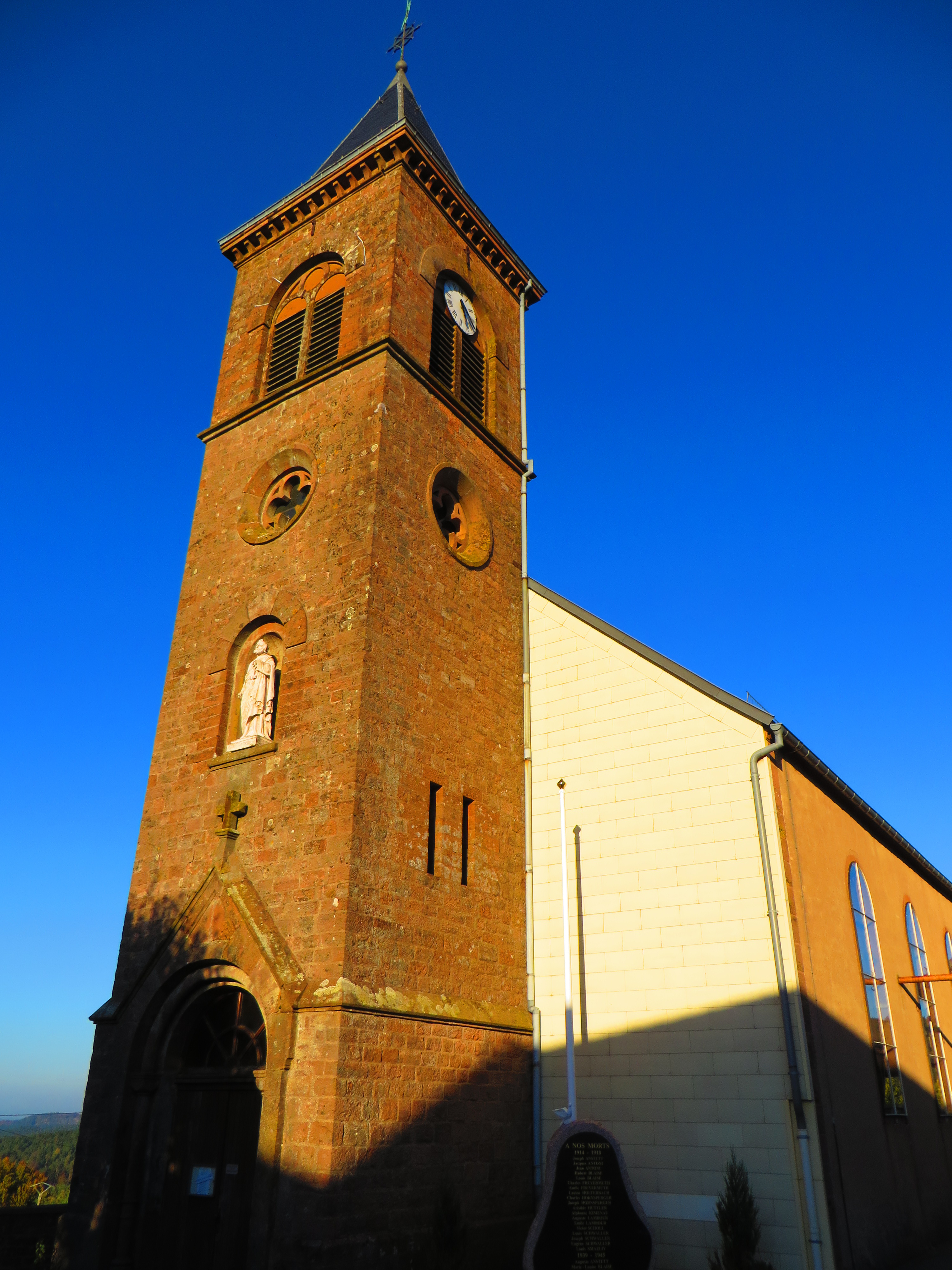
Kirche Saint-Pierre im Ortsteil La Hoube
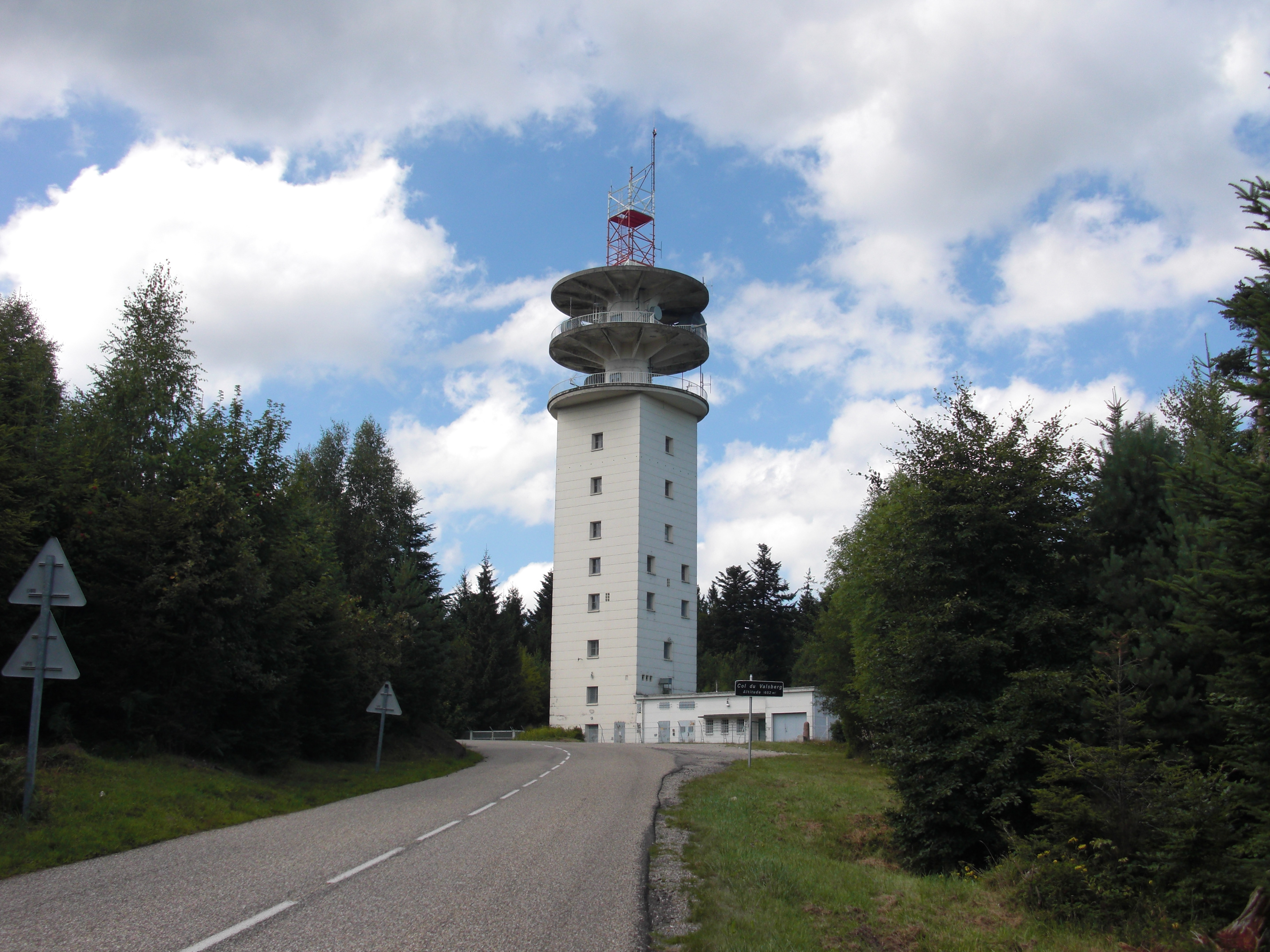
Turm am Straßenpass Col du Valsberg